# Rhopalognatha chota
Rhopalognatha chota là một loài bướm đêm trong họ Noctuidae.